# 蒙托柳德列达
蒙托柳德列达，是西班牙加泰罗尼亚莱里达省的一个市镇。 总面积7平方公里，总人口464人（2001年），人口密度66人/平方公里。